# Корженівські
Корженівський - українське прізвище польського походження від пол. Korżeniewski і прізвища пол. Korzeniewski. Існують також інші варіанти транскрипції: Корженевський, Коженевський, Коженівський, Коженьовський, Корженьовський, Корінчевський тощо.
Корженівські (пол. Korzeniewski, Korzeniowski) — шляхетські роди Речі Посполитої:
- Гербу Наленч, що відомий з початку XVI століття та походить від роду Малиновських, та був занесений у VI частину книги родової шляхти Волинської, Віленської, Гродненської та Мінської губерній.
- Гербу Вага, пишуться також як Можейко-Корженівські; походить від Ходки Корженівського, що жив у XIV столітті, з онуків якого Іпатій Потій був родоначальником знаменитого українського роду Потіїв, а Можейко — роду Корженівських.
- Гербу Лис, рід відомий з кінця XV століття; був занесений у VI частину книги родової шляхти Волинської губернії.
- Гербу Лодзя, Корженівські-Ляховичи, відомі з кінця XVI століття, були внесені до VI частини родословної книги Волинської і Ковенської губерній.
- Гербу Лелива, рід відомий з початку XVII століття і внесений до VI частини родословних книг тих самих губерній.
- Гербу Годземба, роди Korzeniański та Korzeniewski.
- Гербу Яніна, роди Korzeniewski та Korzeniowski.
- Гербу Костеша, роди Korzeniewski та Korzeniowski.
- Гербу Корінчевські, роди Korzeniewski та Korzeniowski.

Крім того, до гербів Гримала, Огончик, Потій, Рогаля, Сулима відносились роди Корженівських (Korzeniowski).

## Представники
- Йосип Корженівський (бл. 1732 — 1780 або 1781) — маляр часів Речі Посполитої, ілюстратор і останній бурґграф Фромборзький.
- Марія Регіна Корженівська (1793 — 1874) — шляхтичка, український картограф,
- Іґнатій Едвард Корженівський - шляхтич Речі Посполитої гербу Наленч, поет.
- Алоїзій Корженівський (1766 — 1826) — письменник, фізик і проповідник.
- Осип Іванович Корженівський (1806 — 1870) - вчений-лікар.
- Іполит Корженівський (1827 — 1879) — хірург, доктор медицини.
- Осип Корженівський (1863 — 1921) — українській і польський історик і бібліотекар.